# Accumulatore (informatica)

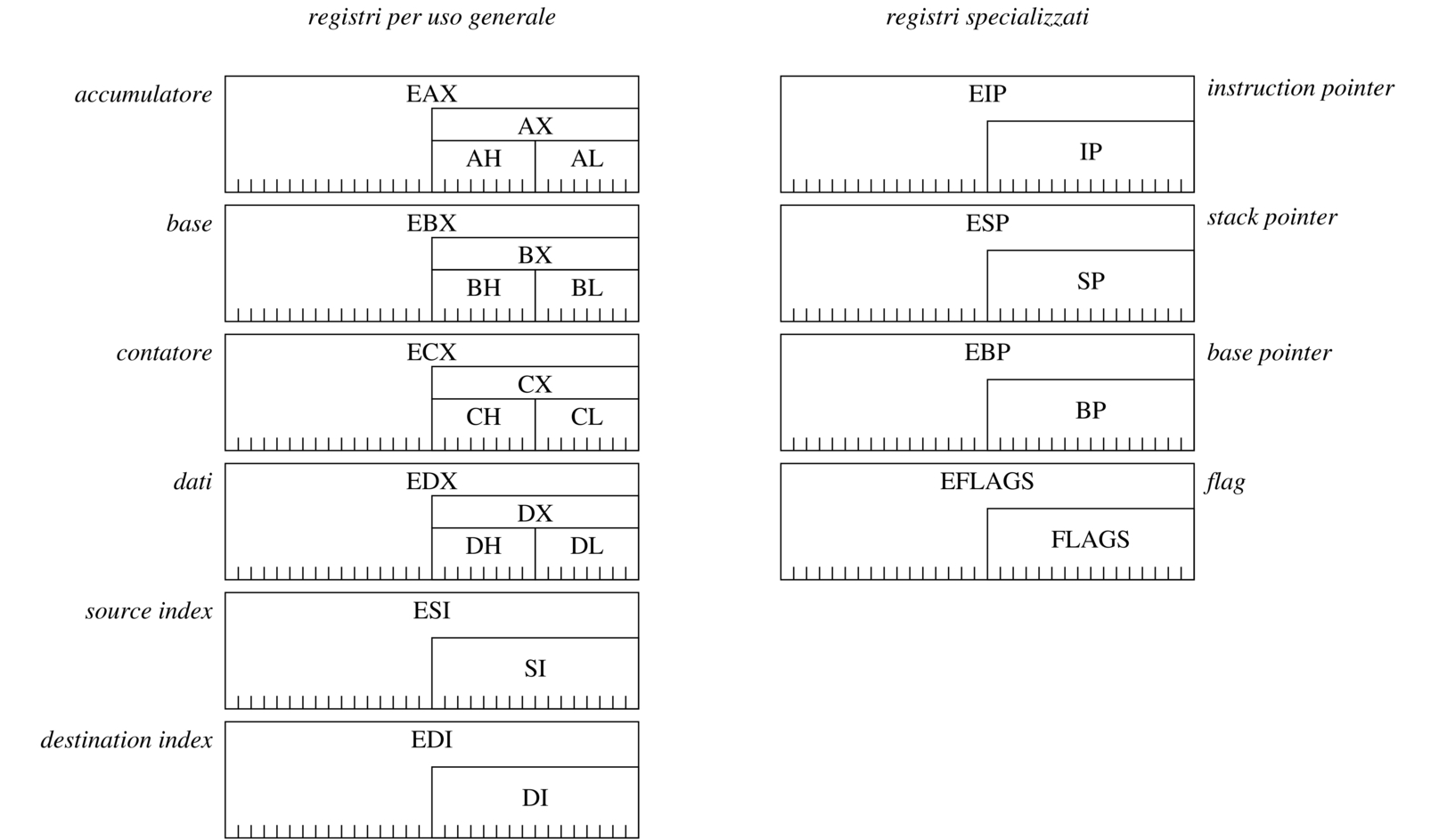
Registri principali

L'accumulatore nelle CPU è il registro più importante perché è quello che coinvolge quasi tutte le operazioni logico-aritmetiche. È legato intimamente alla ALU di cui segue la larghezza che è caratteristica del microprocessore utilizzato. Normalmente in assembly prende il nome "A", in alcuni processori vi sono 2 accumulatori il secondo prende il nome "B".
Nei processori della serie x86 si chiama "AL" se coinvolge operazioni a 8 bit "AX" per operazioni da 16 bit, "EAX" per operazioni a 32bit e "RAX" a 64bit. Inoltre viene usato come registro di default per la MULL.
Esempi d'uso:
```
  ADD     AL,25h ; Somma immediata a 8 bit.
  SUB     CX,AX  ; Sottrazione a 16 bit tra registri. Il risultato in CX.
  AND     (HL)   ; And di A con una cella di memoria, risultato in A. Assembly 
Z80
.
  ORAB    $#0F   ; Or immediato che coinvolge l'accumulatore B. Assembly 
Motorola
.
```

Il termine accumulatore è usato anche in programmazione per indicare una variabile a cui vengono sommati o concatenati dei risultati parziali.
Ad esempio volendo ottenere il totale di un insieme di numeri si può usare il seguente frammento (in pseudocodifica):
```
 Azzera VariabileAccumulo
 Per ciascun numero dell'insieme
     Somma a VariabileAccumulo il numero e poni il risultato di nuovo in VariabileAccumulo
 Mostra "il totale è " VariabileAccumulo
```